# Sturzpad
Ein Sturzpad (auch Crash-Pad) ist ein meist pilzförmiges Zubehörteil für Motorräder, das am Motorradrahmen, an der Radachse der Teleskopgabel und/oder Hinterradschwinge angeschraubt wird. Das Sturzpad, das aus Aluminium oder Kunststoff besteht, soll dafür sorgen, dass im Falle eines Sturzes oder Umfallens, Fahrzeugteile nicht beschädigt werden. Sturzpads sind üblicherweise nicht werkseitig verbaut.
Eine andere Art des Schutzes sind Sturzbügel, beide erfordern jedoch keine Betriebserlaubnis (ABE).

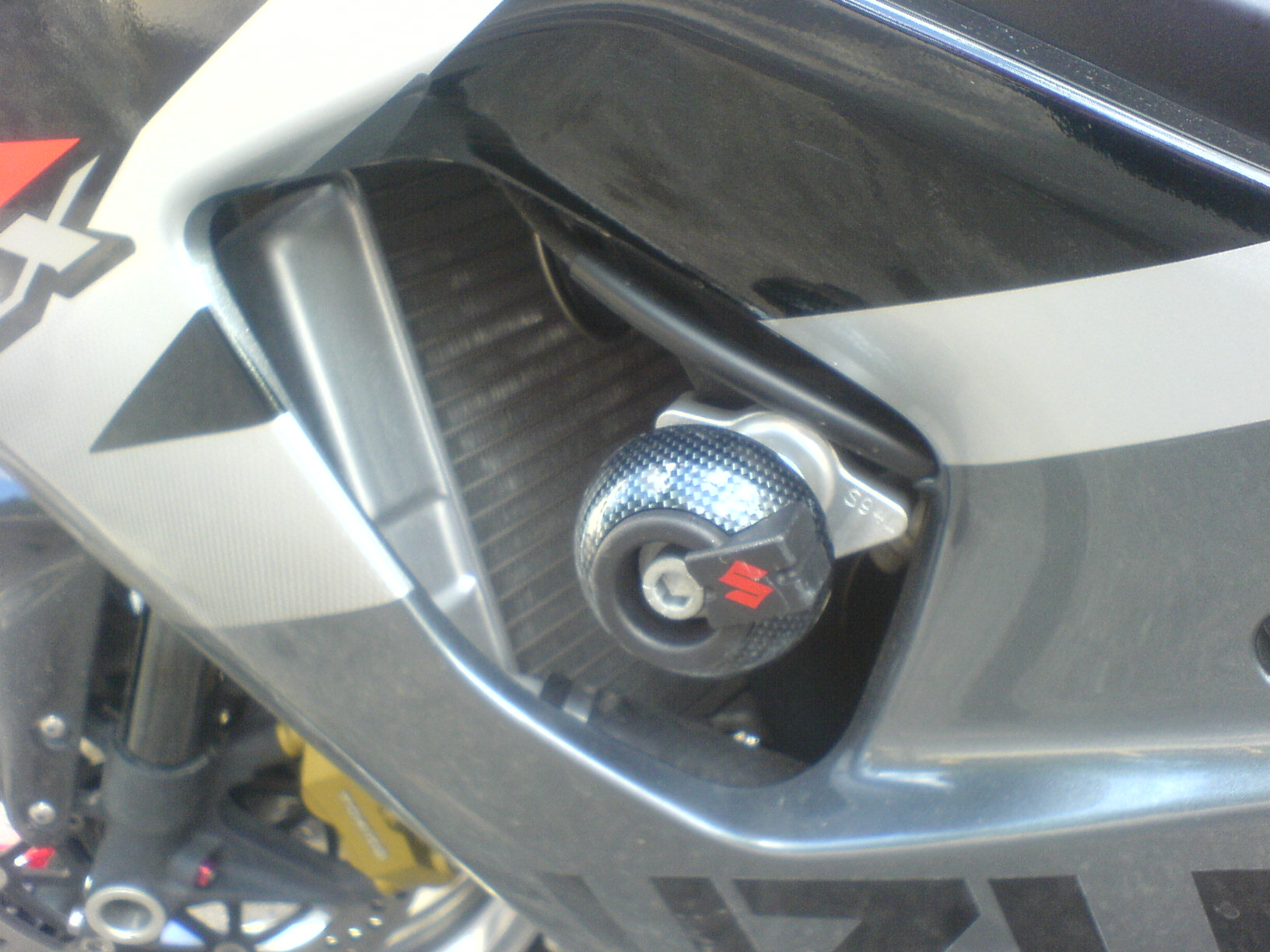
Sturzpad (pilzförmig)
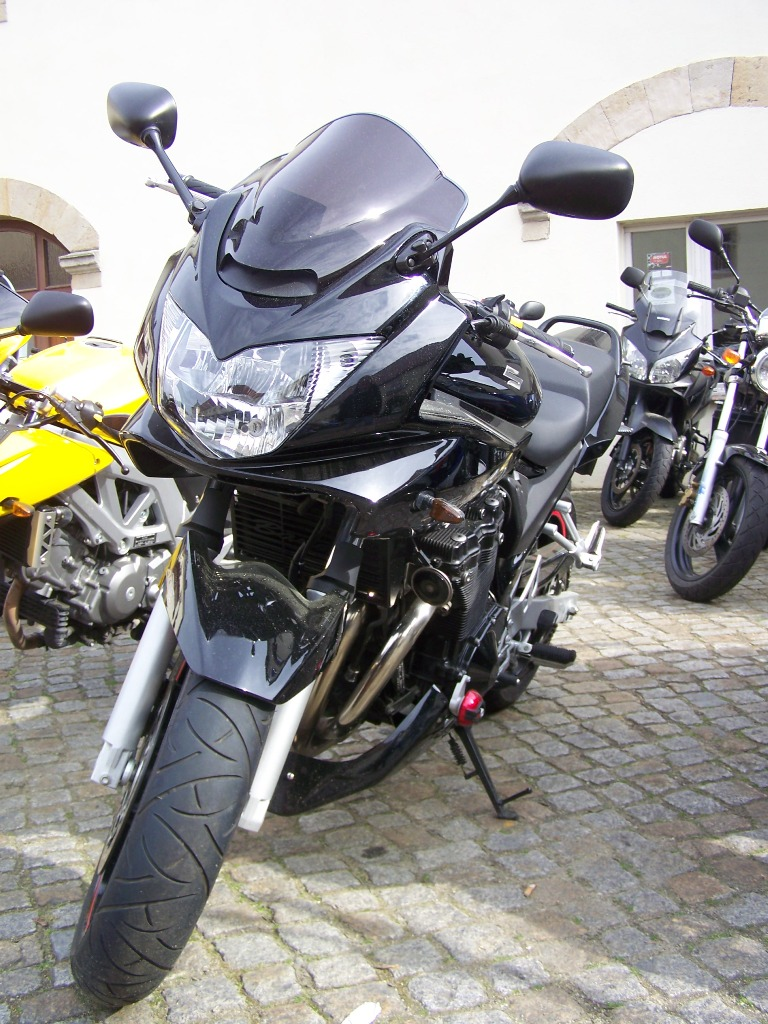
Sturzpad (pilzförmig)
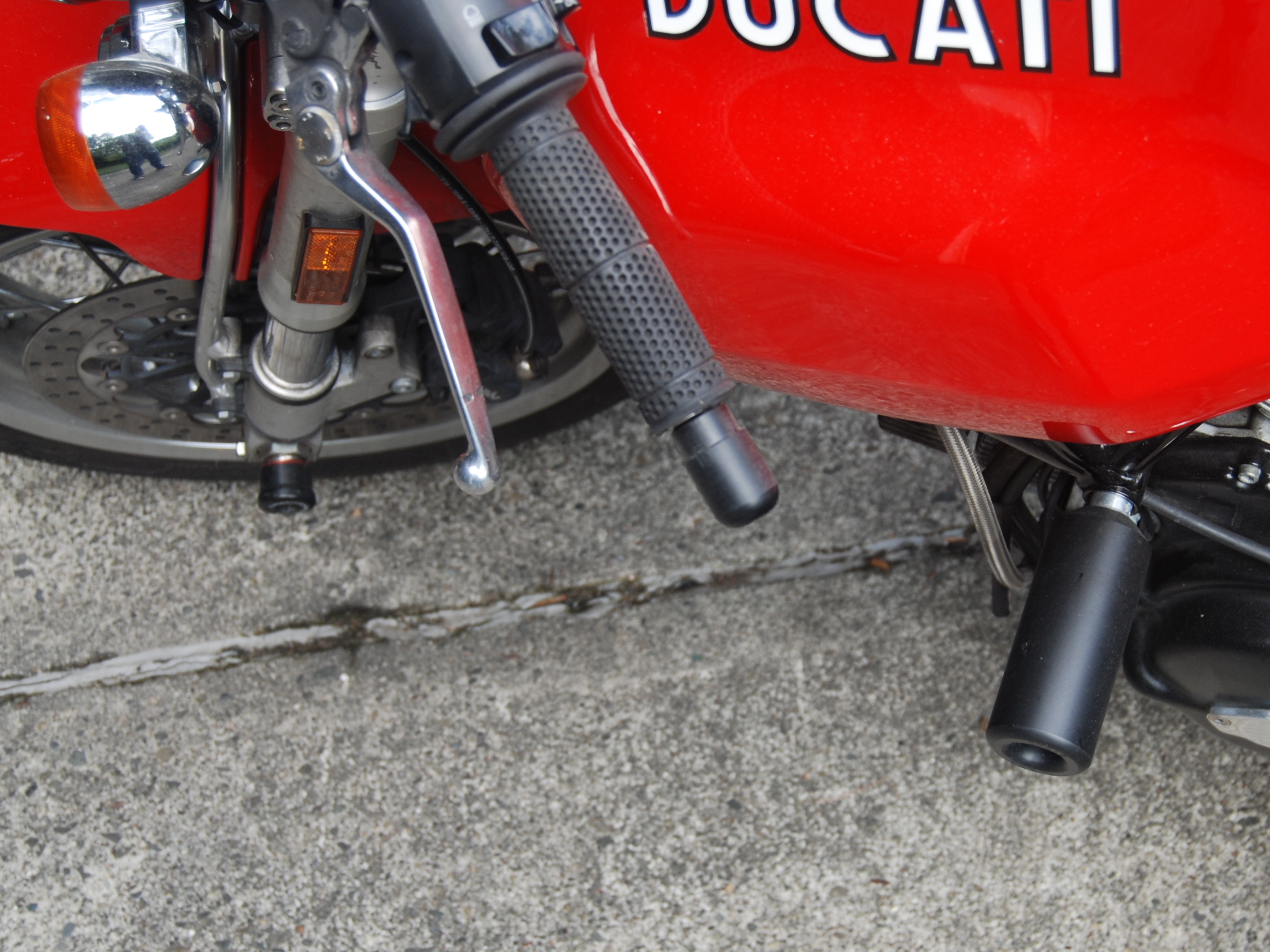
Sturzpad (zylinderförmig)
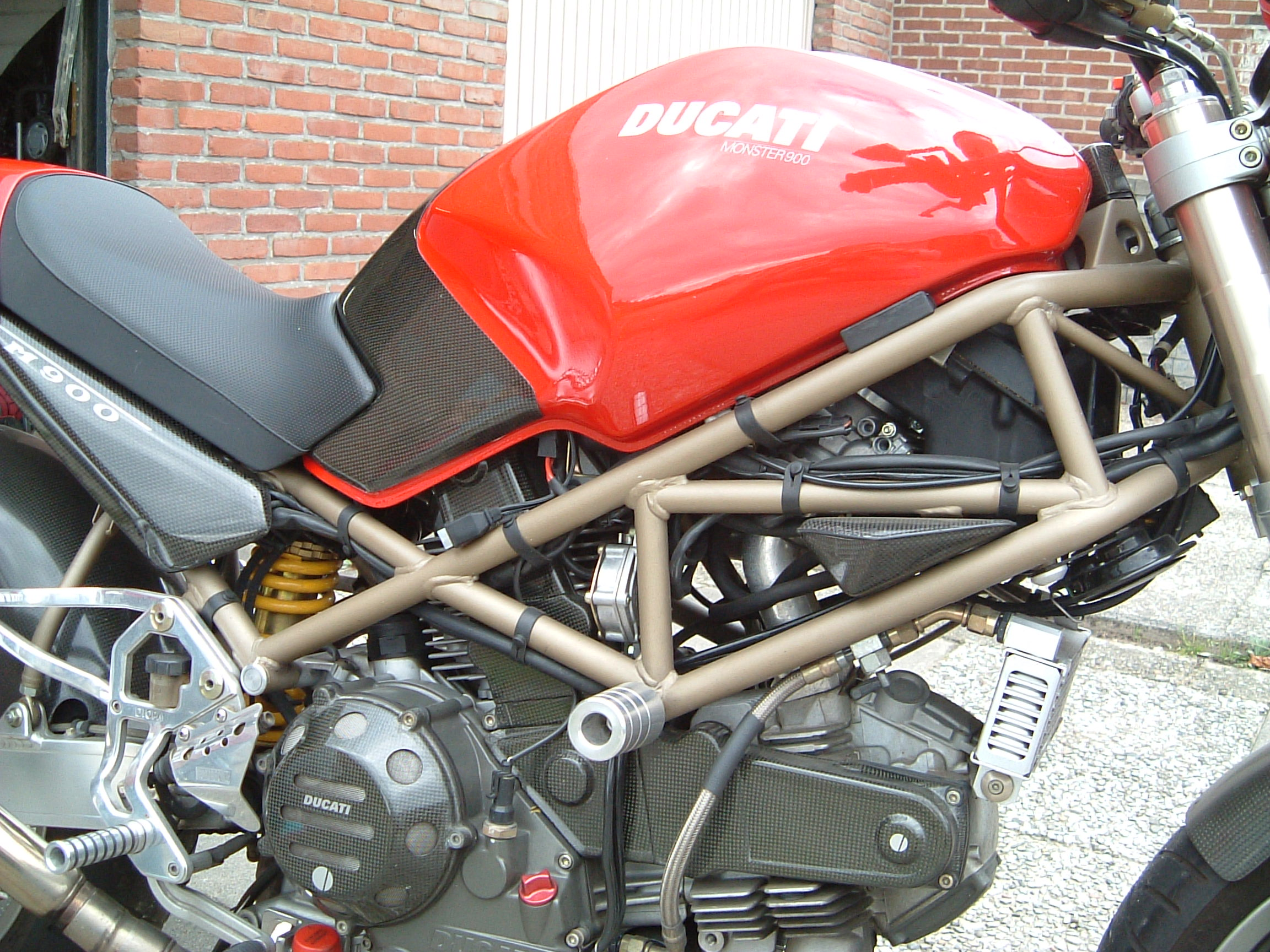
Sturzpad (zylinderförmig)